# Беловар Златарски
Беловар Златарски (хрв. Belovar Zlatarski) је насељено место у општини Бедековчина, Крапинско-загорска жупанија, Хрватска.

## Историја
До територијалне реорганизације у Хрватској био је у саставу старе општине Забок.

## Становништво
У попису становништва из 2011. године, Беловар Златарски је имао 102 становника.
| Број становника према пописима | Број становника према пописима | Број становника према пописима | Број становника према пописима | Број становника према пописима | Број становника према пописима | Број становника према пописима | Број становника према пописима | Број становника према пописима | Број становника према пописима | Број становника према пописима | Број становника према пописима | Број становника према пописима | Број становника према пописима | Број становника према пописима | Број становника према пописима |
| ------------------------------ | ------------------------------ | ------------------------------ | ------------------------------ | ------------------------------ | ------------------------------ | ------------------------------ | ------------------------------ | ------------------------------ | ------------------------------ | ------------------------------ | ------------------------------ | ------------------------------ | ------------------------------ | ------------------------------ | ------------------------------ |
| 1857                           | 1869                           | 1880                           | 1890                           | 1900                           | 1910                           | 1921                           | 1931                           | 1948                           | 1953                           | 1961                           | 1971                           | 1981                           | 1991                           | 2001                           | 2011                           |
| 94                             | 100                            | 120                            | 100                            | 130                            | 0                              | 0                              | 0                              | 216                            | 191                            | 195                            | 166                            | 133                            | 115                            | 106                            | 102                            |

Напомена: До 1900. исказивано под именом Беловар. Од 1910. до 1931. подаци су садржани у насељу Грабе.